# 十勝鉄道
十勝鉄道株式会社（とかちてつどう）は、日本甜菜製糖の子会社で、主にビートの取りまとめや、糖蜜の輸送などトラック輸送を主としている運送会社である。地元では十鉄（じってつ）と呼ばれ、親しまれている。本社は北海道帯広市稲田町南9線西13番地にある。
2013年（平成25年）からは、ビート栽培を目的とした農畜産事業も行っている。
かつては、十勝地方の帯広市や清水町で軽便鉄道を運営していた。軽便鉄道を全廃した後も一般の旅客や貨物を扱う鉄道ではないものの、2012年5月まで日本貨物鉄道（JR貨物）帯広貨物駅に接続する帯広市産業開発公社専用線および日本甜菜製糖専用線の運行管理を受託し、社章と社名を掲げたディーゼル機関車で専用線を運行していた（その専用線については「帯広貨物駅」を参照）。また、不動産業も行っていた。
遮断機がない踏切や列車側が一時停止をしなければならない踏切もあった。
2012年に、帯広市産業公社専用線に接続していた日本オイルターミナル帯広営業所が廃止されることとなり、残る日本甜菜製糖芽室製糖所の砂糖関連貨物（製品及び製糖用燃料等）のみでは経費の面で専用線の存続は困難となることから、日本甜菜製糖も専用線による鉄道輸送を廃止することとした。これにより帯広市産業公社専用線は廃止となり、十勝鉄道の運行受託も終了し、鉄道会社としての歴史に終止符を打った。
近隣地域で鉄道を営業していた北海道拓殖バス（北海道拓殖鉄道）とは異なり、十勝バスとは何の関係も無い。

## 歴史
砂糖の原料であるビートを輸送するために1924年敷設された軽便鉄道が始まり。帯広市から南部の町村に至る100kmを超える北海道最大の鉄道網を有する私鉄であった。
また地域からの要望により混合列車が走るようになり、「トテッポ」の愛称で地域の足として親しまれた。十勝鉄道のかつての略称「トテツ」と、汽笛の「ポー」という音を組み合わせて、十勝農業学校（後の北海道帯広農業高等学校）の学生が呼んだことに由来する。

河西鉄道社章

清水町に同様の理由で敷設されていた河西鉄道を1946年（昭和21年）に合併したが、その後はトラックの普及により貨物輸送の意義が急速に失われ、1951年に旧河西鉄道線である清水部線を全廃。1959年に旅客営業を廃止し、工場前駅（日本甜菜製糖帯広製糖所の前） - 帯広駅間を除いて廃止された。残りの区間も工場が閉鎖されたことから1977年に廃止された。54年間に貨物1090万トンと約1558万人の乗客を運んだ。
2013年（平成25年）からはおもにビートの直営栽培を目的として農畜産事業を開始し、地域の農業協同組合にも法人組合員として加入した。同年12月には認定農業者となり、翌2014年（平成26年）のビート栽培面積は帯広市で約7ヘクタール、士別地域（士別市・下川町・鷹栖町）で約23ヘクタールに及んでいる。その後士別地域については、出資している農業生産法人の士別スズランファーム株式会社に耕作を移管したが、以後もビート栽培事業は継続している。
- 1923年（大正12年）4月7日 - 十勝鉄道株式会社が発足。
- 1924年（大正13年） - 旅客輸送を開始[2]。河西鉄道社章
- 1946年（昭和21年）1月30日 - 河西鉄道株式会社を吸収合併。
- 1959年（昭和34年）11月15日 - 旅客営業廃止。
- 1961年（昭和36年） - 特定貨物自動車運送事業を開始[7]。
- 1970年（昭和45年） - 日本甜菜製糖芽室製糖所専用線及び帯広市産業公社線の運行及び線路保守を受託[7]。
- 1972年（昭和47年） - 一般区域貨物自動車運送事業を開始[7]。
- 1977年（昭和52年）3月1日 - 貨物営業廃止。専用線の運行管理受託を除いて鉄道事業から撤退。
- 1983年（昭和58年） - 自動車運送取扱事業を開始[7]。
- 2005年（平成17年）10月1日 - 不動産事業を日本甜菜製糖に譲渡して撤退。
- 2012年（平成24年）6月1日 - 帯広市産業開発公社専用線の運行管理受託終了[8]。日甜芽室製糖所 - 帯広貨物駅間で最終列車を運行[8]。
- 2013年（平成25年）
  - 3月 - 帯広市川西農業協同組合に法人組合員として加入[6][7]。
  - 4月1日 - 農畜産事業を開始し、ビートの直営栽培に着手[6][7]。
  - 12月 - 認定農業者となる[6][7]。
- 2014年（平成26年） - 北ひびき農業協同組合（士別市）に法人組合員として加入[6][7]。農業生産法人 士別スズランファーム株式会社に出資[7]。
- 2015年（平成27年） - 士別管内のビート耕作を士別スズランファームへ移管[6][7]。

運営路線の詳細な改廃は以下の「帯広部線」「清水部線」の節を参照。

## 路線

### 帯広部線

#### 路線データ
- 路線距離
  - 帯広大通駅 - 新帯広駅 - 戸蔦駅間：30.2km
  - 帯広駅 - 新帯広駅間：0.5km
  - 南大平駅 - 大平駅間：1.8km
  - 藤駅 - 八千代駅間：17.8km
  - 常盤駅 - 上美生間：15.1km
- 軌間
  - 帯広駅 - 新帯広駅間：1067mm
  - 新帯広駅 - 工場前駅間：1067mmと762mmの四線軌条
  - 上記以外の区間：762mm
- 電化区間：なし（全線非電化）

#### 歴史
- 1920年（大正9年）9月10日：北海道製糖（日本甜菜製糖の前身）の帯広駅 - 帯広製糖工場間の専用線が開業。
- 1923年（大正12年）4月7日：北海道製糖が帯広工場専用線を地方鉄道法による地方鉄道に改めるため、資本金150万円にて十勝鉄道株式会社を設立。
- 1924年（大正13年）
  - 2月8日：十勝鉄道が専用線を譲り受け、新帯広駅 - 太平駅（後の上清川駅）間、藤駅[9] - 上美生駅間、常盤駅 - 千代田駅（後の八千代駅）間を地方鉄道として開業[10]。
  - 9月1日：工場前駅 - 藤駅間に川西駅を開業[11]。
  - 11月4日：帯広駅 - 新帯広駅間の貨物線を開業。
- 1925年（大正14年）6月10日：太平駅 - 西太平駅（後の太平駅）間を開業。
- 1926年（大正15年）5月25日：藤駅 - 常盤駅間に基松（もといまつ）駅を開業[12]。
- 1929年（昭和4年）
  - 2月12日：南太平駅 - 戸蔦駅間、帯広大通駅 - 新帯広駅間を開業。
  - 12月12日：南太平駅 - 太平駅間を廃止。
- 1940年（昭和15年）5月6日：常盤駅 - 上美生駅間を廃止。
- 1946年（昭和21年）1月30日：河西鉄道合併により十勝鉄道帯広部線となる。
- 1957年（昭和32年）8月18日：川西駅 - 戸蔦駅間、藤駅 - 八千代駅間を廃止。
- 1959年（昭和34年）11月15日：帯広大通駅 - 新帯広駅間および工場前 - 川西間を廃止、残存区間の旅客営業を廃止[13]。
- 1977年（昭和52年）3月1日：帯広駅 - 工場前駅間を廃止、帯広部線を全廃[13]。

#### 駅一覧
- 帯広大通駅 - 新帯広駅 - 女学校前 - 工場前 - 農学校前（現北海道帯広農業高等学校） - 十勝稲田 - 川西 - 豊西 - 藤 - 美栄 - 十勝清川 - 上清川 - 南大平 - 戸蔦
- 帯広駅 - 新帯広駅
- 南大平 - 大平
- 藤 - 基松 - 常盤 - 上帯広 - 広野 - 上広野 - 八千代
- 常盤 - 坂上 - 美生 - 新嵐山 - 上美生

#### 接続路線
- 帯広駅：国鉄根室本線・広尾線・士幌線

#### 輸送・収支実績
| 年度 | 乗客（人） | 貨物量（トン） | 営業収入（円） | 営業費（円） | 益金（円） | その他損金（円） | 支払利子（円） | 道庁補助金（円） |
| ---- | ---------- | -------------- | -------------- | ------------ | ---------- | ---------------- | -------------- | ---------------- |
| 1924 | 45,710     | 93,142         | 78,102         | 170,078      | ▲ 91,976   |                  | 175,013        | 163,921          |
| 1925 | 49,566     | 83,707         | 72,209         | 115,890      | ▲ 43,681   | 倉庫415          | 88,672         | 110,294          |
| 1926 | 86,299     | 128,944        | 105,262        | 173,339      | ▲ 68,077   | 倉庫2,262        | 67,622         | 224,020          |
| 1927 | 77,865     | 162,397        | 109,397        | 164,414      | ▲ 55,017   | 倉庫2,226        | 57,945         | 168,906          |
| 1928 | 75,612     | 193,196        | 118,452        | 139,472      | ▲ 21,020   | 倉庫1,337        | 42,787         | 168,463          |
| 1929 | 85,093     | 218,078        | 136,168        | 157,929      | ▲ 21,761   | 雑損23,430       | 34,417         | 182,451          |
| 1930 | 69,785     | 203,975        | 106,770        | 145,563      | ▲ 38,793   | 雑損4,003        | 31,860         | 193,706          |
| 1931 | 51,350     | 189,185        | 78,518         | 142,728      | ▲ 64,210   | 雑損1,836        | 36,798         | 193,475          |
| 1932 | 48,300     | 212,569        | 86,152         | 147,555      | ▲ 61,403   | 雑損2,639        | 44,359         | 194,782          |
| 1933 | 52,922     | 241,671        | 99,019         | 139,604      | ▲ 40,585   | 雑損9,157        | 42,219         | 192,242          |
| 1934 | 55,277     | 237,482        | 104,947        | 156,610      | ▲ 51,663   | 雑損1,392        | 27,393         | 192,306          |
| 1935 | 64,692     | 289,622        | 129,250        | 178,565      | ▲ 49,315   | 雑損10,374       | 19,881         | 182,267          |
| 1936 | 104,297    | 255,176        | 120,252        | 179,724      | ▲ 59,472   | 雑損1,511        | 1,562          | 191,979          |
| 1937 | 100,354    | 234,673        | 130,451        | 196,383      | ▲ 65,932   | 雑損5,701        |                | 158,851          |

出典：『鉄道省鉄道統計資料』『鉄道統計資料』『鉄道統計』各年度版

### 清水部線

#### 路線データ
- 路線距離
  - 清水駅 - 下幌内駅 - 鹿追駅間：27.3km
  - 熊牛 - 南熊牛駅間：4.7km
  - 熊牛 - 北熊牛間：2.8km
  - 下幌内駅 - 上幌内間：5.2km
- 軌間：762mm
- 電化区間：なし（全線非電化）

#### 歴史
- 1921年（大正10年）
  - 10月：（旧）日本甜菜製糖（後に明治製糖を経て（現）日本甜菜製糖となるが、当時は北海道製糖とは別会社）の清水工場竣工。
  - 11月12日：清水工場操業開始。清水工場専用線が開業。
- 1923年（大正12年）6月1日：（旧）日本甜菜製糖が明治製糖に吸収合併。
- 1924年（大正13年）11月1日：清水工場専用線を地方鉄道法による地方鉄道に改めるために、明治製糖が資本金150万円で河西鉄道株式会社を設立。
- 1925年（大正14年）5月30日：河西鉄道が専用線を譲り受け、地方鉄道として下清水駅 - 鹿追駅間、熊牛駅 - 北熊牛駅、熊牛 - 南熊牛間、下幌内駅 - 上幌内駅間を開業。
- 1926年（大正15年）6月16日：清水駅 - 下清水駅間開業、国鉄線に接続。
- 1928年（昭和3年）
  - 2月：十勝清水駅構内から清水工場内への専用線2.7kmを明治製糖から譲り受ける。
  - 3月：鹿追駅 - 万代橋駅（貨）間、南熊牛駅 - 関山駅（貨）開業（末端のこれら区間は廃止日不明[14]）
- 1944年（昭和19年）1月7日：清水工場稼動中止。
- 1946年（昭和21年）
  - 1月30日：河西鉄道が十勝鉄道に合併[15]され同社の清水部線となる。
  - この年、清水工場再開。製糖以外の副製品製造工場となる。
- 1949年（昭和24年）8月以降：下清水駅 - 熊牛駅間を除き旅客運輸営業を休止[16]。
- 1951年（昭和26年）
  - 1月6日：下幌内駅 - 上幌内駅間廃止。
  - 7月1日：清水駅 - 鹿追駅間、熊牛駅 - 北熊牛駅間、熊牛駅 - 南熊牛駅間廃止。清水部線全廃[16]。

#### 駅一覧
- 清水（北緯43度0分46.38秒 東経142度52分49.44秒 / 北緯43.0128833度 東経142.8804000度） - 下清水（北緯43度0分39.49秒 東経142度53分5.2秒 / 北緯43.0109694度 東経142.884778度） - 人舞（北緯43度0分13.31秒 東経142度55分51.59秒 / 北緯43.0036972度 東経142.9309972度） - 熊牛（北緯43度0分57.03秒 東経142度57分6.14秒 / 北緯43.0158417度 東経142.9517056度） - 下美蔓（北緯43度0分50.11秒 東経142度59分22.63秒 / 北緯43.0139194度 東経142.9896194度） - 中美蔓（北緯43度2分32.04秒 東経142度58分2.91秒 / 北緯43.0422333度 東経142.9674750度） - 上美蔓（北緯43度4分30.57秒 東経142度57分31.4秒 / 北緯43.0751583度 東経142.958722度） - 下幌内（北緯43度5分49.32秒 東経142度57分16.57秒 / 北緯43.0970333度 東経142.9546028度） - 上然別（北緯43度6分51.87秒 東経142度57分12.86秒 / 北緯43.1144083度 東経142.9535722度） - 鹿追（北緯43度5分39.11秒 東経142度58分32.73秒 / 北緯43.0941972度 東経142.9757583度） - 万代橋（貨）（北緯43度5分35.84秒 東経142度58分55.44秒 / 北緯43.0932889度 東経142.9820667度）
- 熊牛 - 本村（北緯42度59分59.3秒 東経142度57分19.97秒 / 北緯42.999806度 東経142.9555472度） - 南熊牛（北緯42度58分31.21秒 東経142度57分56.35秒 / 北緯42.9753361度 東経142.9656528度） - 関山（貨）（北緯42度57分39.37秒 東経142度58分16.59秒 / 北緯42.9609361度 東経142.9712750度）
- 熊牛 - 北熊牛（北緯43度2分12.34秒 東経142度56分41.96秒 / 北緯43.0367611度 東経142.9449889度）
- 下幌内 - 上幌内（北緯43度8分23.32秒 東経142度55分46.8秒 / 北緯43.1398111度 東経142.929667度）

- 万代橋貨物駅： 大正末より昭和初期にかけて当所に然別川上流域の伐採林流送の網場と集積土場が作られ、陸揚げされた丸太材が積み込まれて王子製紙苫小牧工場に出荷された。
- 関山貨物駅（別名「零号駅」）：開設の経緯は不明。第二次世界大戦中に志馬鉱山熊牛鉱山事務所により軍需物資のマンガン鉱石の積み込みが行われ、室蘭市の製鉄所へ送られた。

#### 接続路線
- 清水駅：国鉄根室本線（十勝清水駅）

#### 輸送・収支実績
| 年度 | 乗客（人） | 貨物量（トン） | 営業収入（円） | 営業費（円） | 益金（円） | その他損金（円） | 支払利子（円） | 道庁補助金（円） |
| ---- | ---------- | -------------- | -------------- | ------------ | ---------- | ---------------- | -------------- | ---------------- |
| 1925 | 15,164     | 21,752         | 32,509         | 73,676       | ▲ 41,167   |                  | 94,903         | 92,774           |
| 1926 | 24,996     | 28,952         | 48,727         | 92,168       | ▲ 43,441   |                  | 113,113        | 126,477          |
| 1927 | 23,527     | 37,627         | 56,434         | 95,864       | ▲ 39,430   |                  | 99,869         | 145,873          |
| 1928 | 25,636     | 38,547         | 67,295         | 88,430       | ▲ 21,135   |                  | 87,960         | 163,837          |
| 1929 | 24,302     | 32,552         | 47,698         | 101,810      | ▲ 54,112   |                  | 83,857         | 165,260          |
| 1930 | 19,972     | 23,127         | 35,954         | 105,180      | ▲ 69,226   |                  | 82,484         | 165,947          |
| 1931 | 12,353     | 14,420         | 18,526         | 89,065       | ▲ 70,539   |                  | 82,215         | 166,749          |
| 1932 | 10,999     | 19,739         | 22,520         | 112,406      | ▲ 89,886   |                  | 77,479         | 167,272          |
| 1933 | 13,792     | 16,343         | 18,338         | 98,570       | ▲ 80,232   | 雑損1,199        | 12,623         | 168,115          |
| 1934 | 16,275     | 21,403         | 23,822         | 108,414      | ▲ 84,592   | 雑損971          | 3,975          | 169,439          |
| 1935 | 22,465     | 22,548         | 34,321         | 92,754       | ▲ 58,433   | 雑損4,787        | 2,206          | 170,169          |
| 1936 | 23,104     | 19,288         | 48,750         | 102,937      | ▲ 54,187   | 雑損5,089        | 372            | 164,684          |
| 1937 | 25,083     | 20,974         | 56,845         | 111,000      | ▲ 54,155   | 雑損1,993        | 170            | 142,876          |

出典：『鉄道省鉄道統計資料』『鉄道統計資料』『鉄道統計』各年度版

## 保有機関車

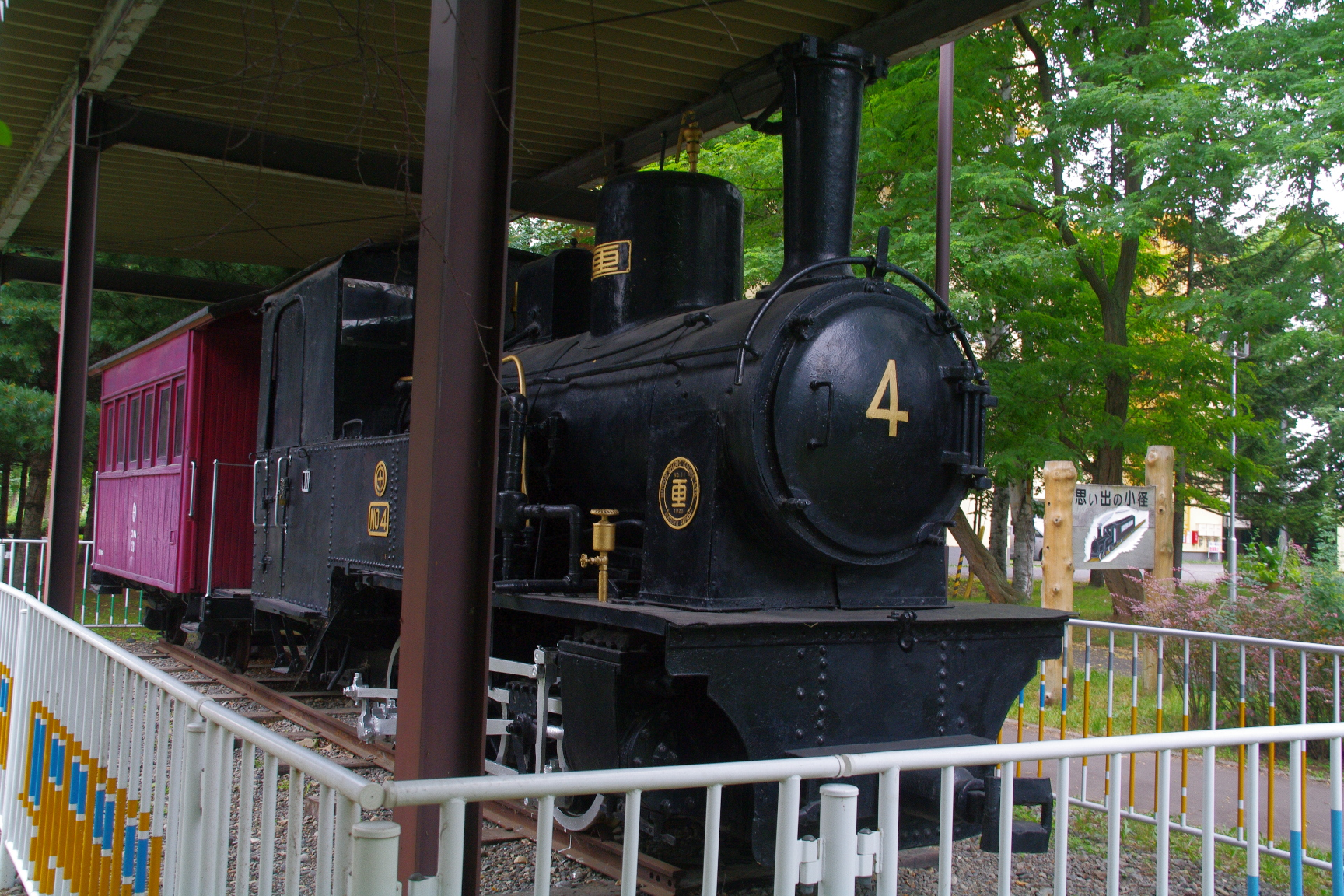
4号蒸気機関車とコハ23号客車（2009年8月）

全て、運営を受託していた帯広市産業開発公社・日本甜菜製糖専用線で使用されていた。
- DD201
- D5606
- DE10 1543（JR東日本より購入、2014年に秋田臨海鉄道に譲渡[17]）
- DE15 1525（JR東日本より購入、2012年に秋田臨海鉄道に譲渡[17]）

## 保存車両
4号蒸気機関車とコハ23号客車が線路跡を利用した「とてっぽ通」（帯広市西6条南20丁目）に保存されている。